# アインス宗谷
アインス宗谷（アインスそうや）は、ハートランドフェリーが運航していたフェリー。

## 概要
第十一宗谷丸の代船として内海造船瀬戸田工場で建造され、1997年7月1日に稚内 - 利尻・礼文航路に就航した。当初からサハリンへの国際航路への配船が計画されており、1998年5月1日から稚内 - コルサコフ航路に就航、戦後初の日本船による定期航路となった。サハリン航路は冬期は流氷のため運休となり、その間は稚内 - 利尻・礼文航路で運航された。また、晩年は他の航路のドック期間中の代船として運用されていた。
本船が代替した第十一宗谷丸は予備船として残り、本船がサハリン航路に就航する夏期は、代船として稚内 - 利尻・礼文航路に就航した。
2008年にはハートランドフェリーへの社名変更に伴い、塗装を「H」をかたどった社章をベースとした濃藍の基本色と草木をイメージした若草色のデザインに変更した。
サハリン航路は運航開始から赤字が継続しており、稚内市の補助金・助成を受けて運航されていたが、サハリン2の竣工などから貨物取扱量が減少したため、ハートランドフェリーは2011年に航路撤退の可能性を表明した。補助金・助成の強化などにより運航は継続され、その後は毎年6月から9月にかけて約30往復が運航されていた。2014年9月にハートランドフェリーは改めて撤退を表明、助成の期限となる2015年で運航を終了するとした。その後、サハリン航路は2015年9月18日で運航を終了した。
稚内市はサハリン航路再開のため、第三セクターの運航会社を設立して4億1000万円で本船を購入、経費削減のため外国船籍として登録した上で、運航を船舶管理会社に委託することを検討していたが、船級の取得が困難であることなどから断念された。その後設立された第三セクターは、ロシア側のサハリン船舶会社（SASCO）の用船により2016年7月から9月まで航路を再開させる予定であると、2016年6月に報じられた。最終的には当初予定よりやや遅れて8月1日に、サハリン海洋汽船の双胴船「ペンギン33」により9月16日までの間、航路が再開された。
本船はサハリン航路の運航終了後、2015年11月から2016年2月27日まで奥尻航路でアヴローラおくしりの代船を務めた。その後、稚内港で係船された後、フィリピンのCokaliong Shipping Linesへ約4億1,000万円で売却され、FILIPINAS JAGNAとなり、4月8日に回航のため稚内港を出港した。

### 航路
サハリン航路
- 稚内港 - コルサコフ港

航海距離159km、所要時間約5時間30分。

## 設計
流氷域を航行するため、バルバスバウの上にアイスナイフが設置されている。減揺装置としてアンチローリングタンクを備える。

## 船内
国際航路就航時は免税となるため、船内の自動販売機でビールが100円で販売されていた。

### 船室
- 特別室（1室）
- 一等 - ラウンジ席、和室（1室）
- 二等 - イス席、座敷席、優先席（バリアフリー対応）

### 設備
- 案内所
- 売店
- 自動販売機